# مسجل كامبل - ستوكس

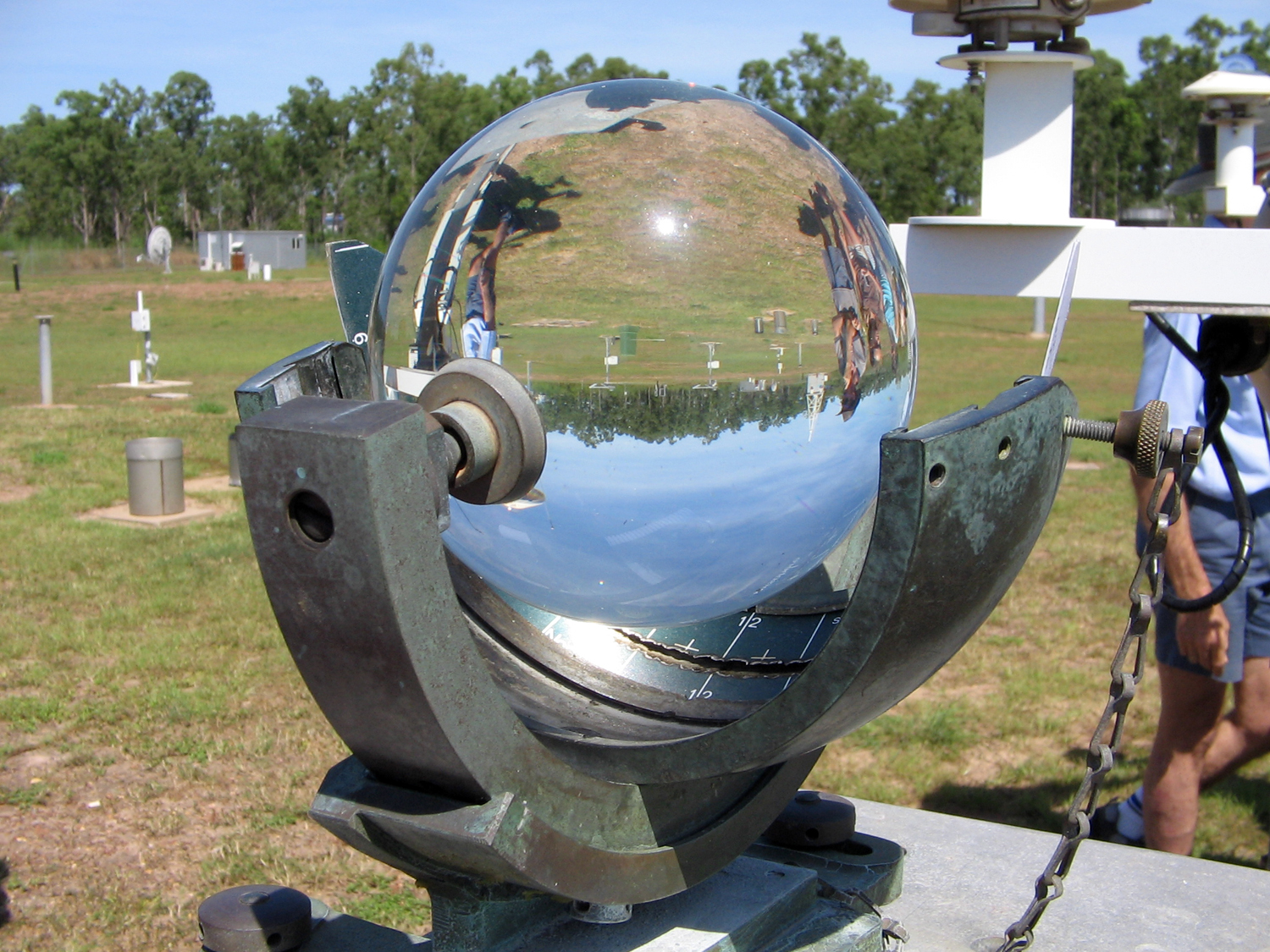

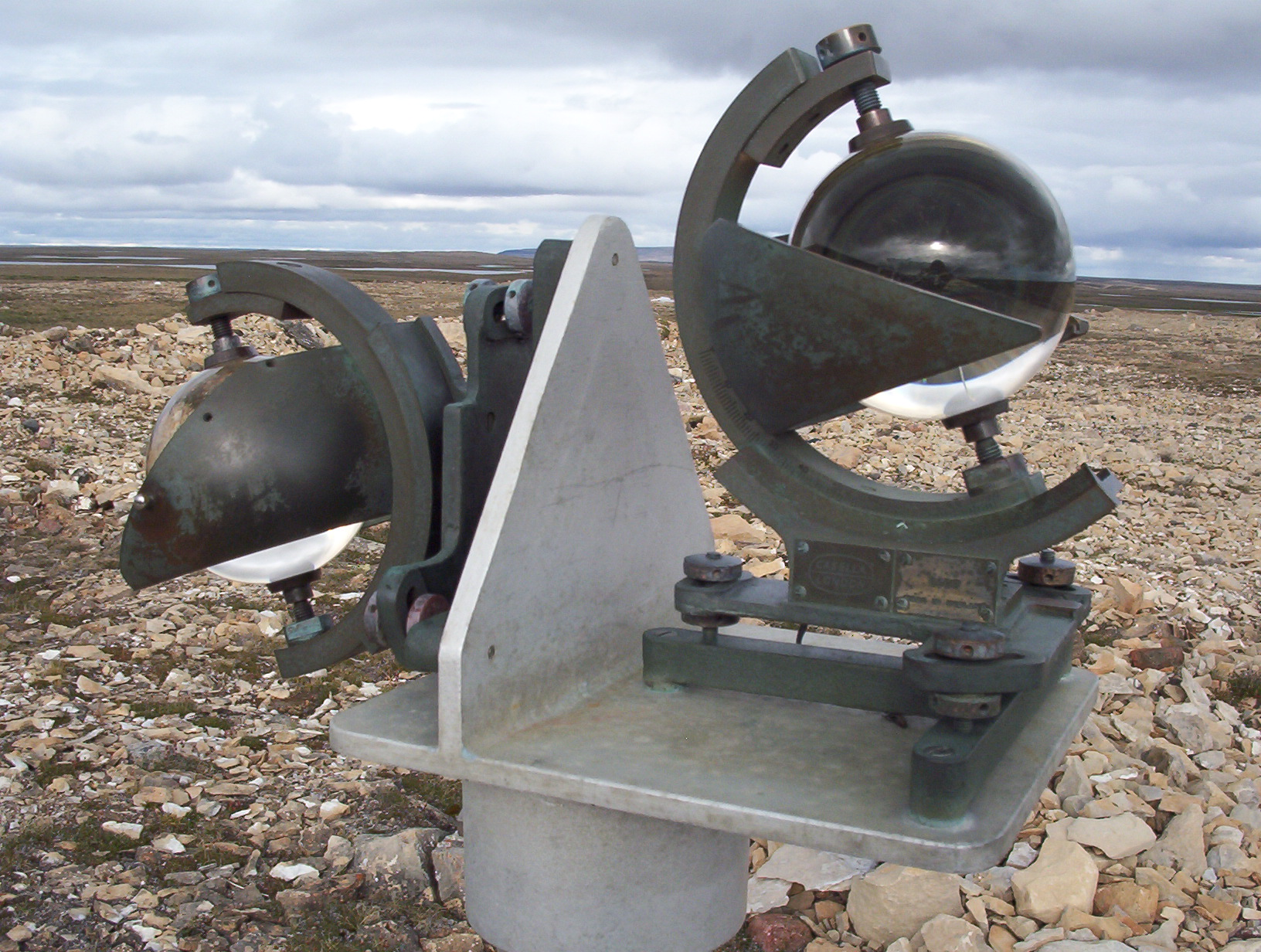

مسجل كامبل - ستوكس (بالإنجليزية: Campbell–Stokes recorder)‏ هو جهاز تسجيل مدة سطوع الشمس. ويحمل اسمي مخترعيه، إذ يُعرف هذا الجهاز بمسجل كامبل - ستوكس. ويحدد فترة سطوع الشمس بتجميع الأشعة الشمسية في كرة زجاجية، وتركيزها علي ورقة خاصة بحيث تحرق مسارًا عليها. وإذا ما احتجبت الشمس فيظهر ذلك علي الورقة بشكل انقطاع في الخط المحروق، وبذلك يمكن معرفة عدد ساعات سطوع الشمس.

## مزايا الجهاز
الميزة الرئيسية لهذا النوع من المسجلات هي بساطتها وسهولة استخدامها. حيث أنه لا توجد أجزاء متحركة وبالتالي فهي تتطلب القليل من الصيانة. يمكن استخدام الوحدة في أي مكان في العالم مع تعديل بسيط أو معدوم على التصميم. يمكن لمقاييس الحرارة التي تعمل بالكهرباء القيام بنفس العمل، لكن مسجل كامبل-ستوكس يستخدم الطاقة الشمسية.